# John Harris Bridge
Die John Harris Bridge, auch South Bridge, ist eine siebenstreifige Straßenbrücke über den Susquehanna River zwischen Harrisburg und Lemoyne im Bundesstaat Pennsylvania der USA. Sie führt den Interstate Highway 83 und ist mit der weiter flussaufwärts gelegenen George N. Wade Memorial Bridge Teil des Capital Beltway, einer Ringautobahn um die Metropolregion Harrisburg. Die Brücke wird täglich von durchschnittlich 96.000 Fahrzeugen benutzt, Betreiber ist das Pennsylvania Department of Transportation. Benannt ist die Brücke nach dem Gründer und Namensgeber der Stadt Harrisburg John Harris, Sr. (1673–1748).
Die einen Kilometer lange Balkenbrücke wurde Ende der 1950er Jahre als Bestandteil der Schnellstraßen-Verbindung zwischen Harrisburg und Baltimore errichtet, die Teil des neu-entstehenden Netzes der Interstate Highways wurde. Zum Zeitpunkt der Einweihung am 22. Januar 1960 besaß sie vier Fahrstreifen und wurde bis 1982 auf sechs erweitert. Der Seitenstreifen der flussabwärts gelegenen Seite wurde dann 2015 in einen weiteren Fahrstreifen in Richtung Harrisburg umgewandelt, die am Ende der Brücke zur Abfahrt auf die Second Street wird.
Die heutige Hauptbrücke besteht aus zwei parallel verlaufenden Balkenbrücken aus Vollwandträgern, die auf 18 Strompfeilern ruhen und 19 Spannweiten zwischen 43,2 m und 51,8 m bilden. Daran schließen sich die Zufahrten aus einer Vielzahl weiterer Balkenbrücken an. Die ursprüngliche Brücke besaß zwei 7,9 m breite Fahrbahnen für je zwei Fahrstreifen. Bis 1982 wurden die Strompfeiler auf der flussabwärts gelegenen Seite erweitert, die zweiten Brückenträger in gleicher Ausführung installiert und mit den alten verbunden. So entstanden zwei 15,9 m breite Fahrbahn, die heute für drei Fahrstreifen nach Süden und vier nach Norden genutzt werden.